# Salles-Mongiscard
Pour les articles homonymes, voir Salles.
Salles-Mongiscard (en béarnais Salas-de-Baura ou Sales-de-Baure) est une commune française située dans le département des Pyrénées-Atlantiques, en région Nouvelle-Aquitaine.

## Géographie

### Localisation

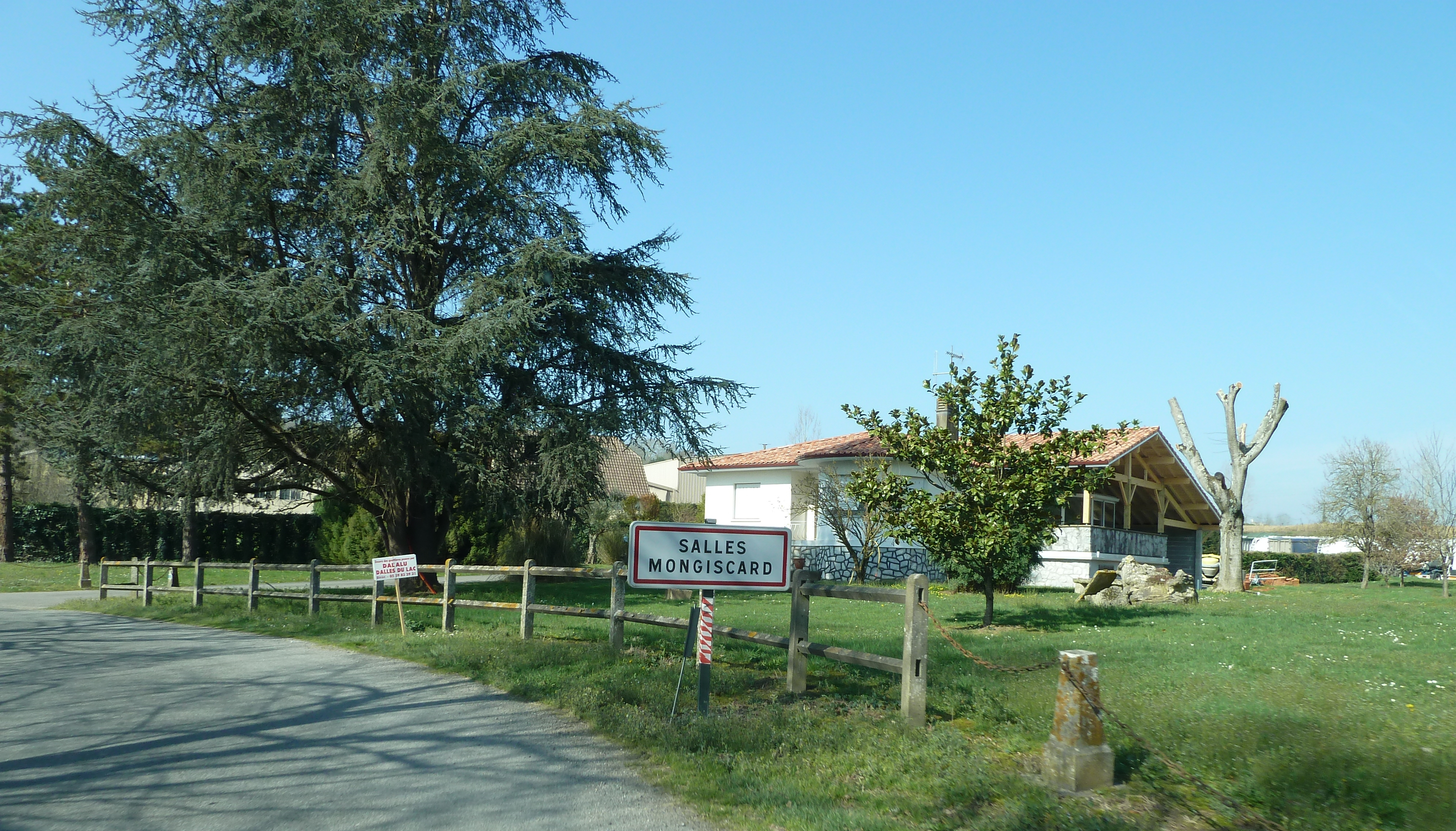
Entrée dans Salles-Mongiscard.

La commune de Salles-Mongiscard se trouve dans le département des Pyrénées-Atlantiques, en région Nouvelle-Aquitaine.
Elle se situe à 53 km par la route de Pau, préfecture du département, et à 6,2 km d'Orthez, bureau centralisateur du canton d'Orthez et Terres des Gaves et du Sel dont dépend la commune depuis 2015 pour les élections départementales.
La commune fait en outre partie du bassin de vie d'Orthez.
Les communes les plus proches sont : 
Baigts-de-Béarn (1,6 km), Bérenx (1,8 km), Saint-Boès (3,8 km), Lanneplaà (4,2 km), Orthez (5,3 km), Ramous (5,4 km), Saint-Girons-en-Béarn (6,3 km), L'Hôpital-d'Orion (6,7 km).
Sur le plan historique et culturel, Salles-Mongiscard fait partie de la province du Béarn, qui fut également un État et qui présente une unité historique et culturelle à laquelle s’oppose une diversité frappante de paysages au relief tourmenté.

### Communes limitrophes
Les communes limitrophes sont Baigts-de-Béarn, Bérenx, L'Hôpital-d'Orion, Lanneplaà, Orthez et Salies-de-Béarn.
|                 | Baigts-de-Béarn   |           |
| Bérenx          | Salles-Mongiscard | Orthez    |
| Salies-de-Béarn | L'Hôpital-d'Orion | Lanneplaà |

### Hydrographie

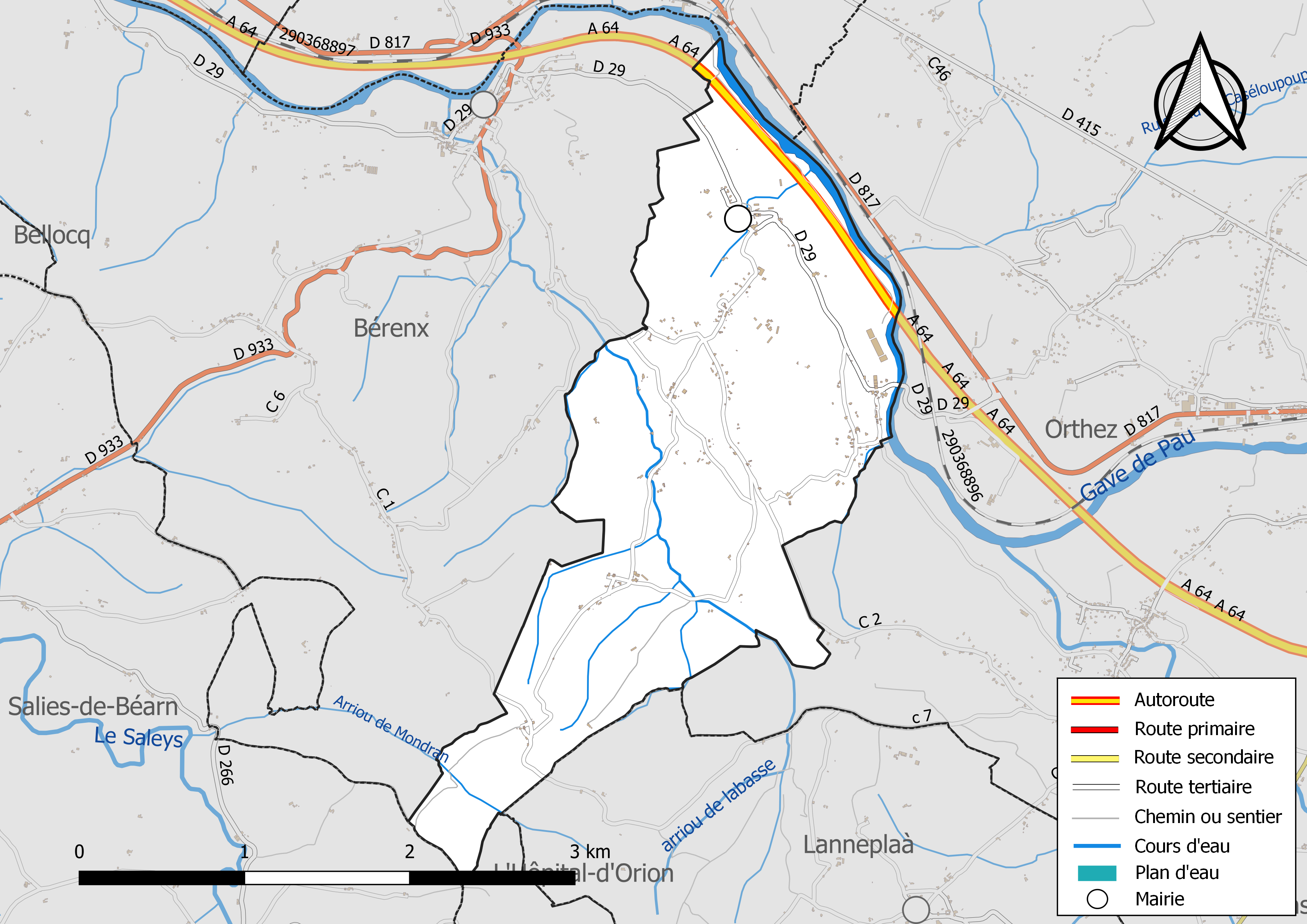
Réseaux hydrographique et routier de Salles-Mongiscard.

La commune est drainée par le gave de Pau, l’Arriou de Mondran, le ruisseau de Caséloupoup et par divers petits cours d'eau, constituant un réseau hydrographique de 9 km de longueur totale,.
Le gave de Pau, d'une longueur totale de 192,8 km, prend sa source dans la commune de Gavarnie-Gèdre et s'écoule du sud-est vers le nord-ouest. Il traverse la commune et se jette dans l'Adour à Saint-Laurent-de-Gosse, après avoir traversé 88 communes.

### Climat
Pour des articles plus généraux, voir Climat de la Nouvelle-Aquitaine et Climat des Pyrénées-Atlantiques.
Historiquement, la commune est exposée à un micro climat océanique basque.  
En 2020, Météo-France publie une typologie des climats de la France métropolitaine dans laquelle la commune est exposée à un climat de montagne et est dans la région climatique Pyrénées atlantiques, caractérisée par une pluviométrie élevée (>1 200 mm/an) en toutes saisons, des hivers très doux (7,5 °C en plaine) et des vents faibles.
Pour la période 1971-2000, la température annuelle moyenne est de 13,6 °C, avec une amplitude thermique annuelle de 14 °C. Le cumul annuel moyen de précipitations est de 1 229 mm, avec 12,1 jours de précipitations en janvier et 7,9 jours en juillet. Pour la période 1991-2020, la température moyenne annuelle observée sur la station météorologique la plus proche, située sur la commune d'Orthez à 5 km à vol d'oiseau, est de 14,1 °C et le cumul annuel moyen de précipitations est de 1 211,5 mm,. Pour l'avenir, les paramètres climatiques de la commune estimés pour 2050 selon différents scénarios d’émission de gaz à effet de serre sont consultables sur un site dédié publié par Météo-France en novembre 2022.

### Milieux naturels et biodiversité

#### Réseau Natura 2000
Le réseau Natura 2000 est un réseau écologique européen de sites naturels d'intérêt écologique élaboré à partir des Directives « Habitats » et « Oiseaux », constitué de zones spéciales de conservation (ZSC) et de zones de protection spéciale (ZPS).
Trois sites Natura 2000 ont été définis sur la commune au titre de la « directive Habitats », : 
- le « château d'Orthez et bords du gave », d'une superficie de 4 300 ha, un agrosystème favorable à la présence de Chiroptères[18] ;
- le « gave de Pau », d'une superficie de 8 194 ha, un vaste réseau hydrographique avec un système de saligues[Note 4] encore vivace[19] ;
- « le gave d'Oloron (cours d'eau) et marais de Labastide-Villefranche », d'une superficie de 2 547 ha, une rivière à saumon et écrevisse à pattes blanches[20].

#### Zones naturelles d'intérêt écologique, faunistique et floristique
L’inventaire des zones naturelles d'intérêt écologique, faunistique et floristique (ZNIEFF) a pour objectif de réaliser une couverture des zones les plus intéressantes sur le plan écologique, essentiellement dans la perspective d’améliorer la connaissance du patrimoine naturel national et de fournir aux différents décideurs un outil d’aide à la prise en compte de l’environnement dans l’aménagement du territoire.
Une ZNIEFF de type 2 est recensée sur la commune, : 
le « réseau hydrographique du gave de Pau et ses annexes hydrauliques » (3 000,84 ha), couvrant 71 communes dont 10 dans les Landes, 59 dans les Pyrénées-Atlantiques et 2 dans les Hautes-Pyrénées.

## Urbanisme

### Typologie
Au 1er janvier 2024, Salles-Mongiscard est catégorisée commune rurale à habitat dispersé, selon la nouvelle grille communale de densité à sept niveaux définie par l'Insee en 2022.
Elle est située hors unité urbaine. Par ailleurs la commune fait partie de l'aire d'attraction d'Orthez, dont elle est une commune de la couronne,. Cette aire, qui regroupe 26 communes, est catégorisée dans les aires de moins de 50 000 habitants,.

### Occupation des sols

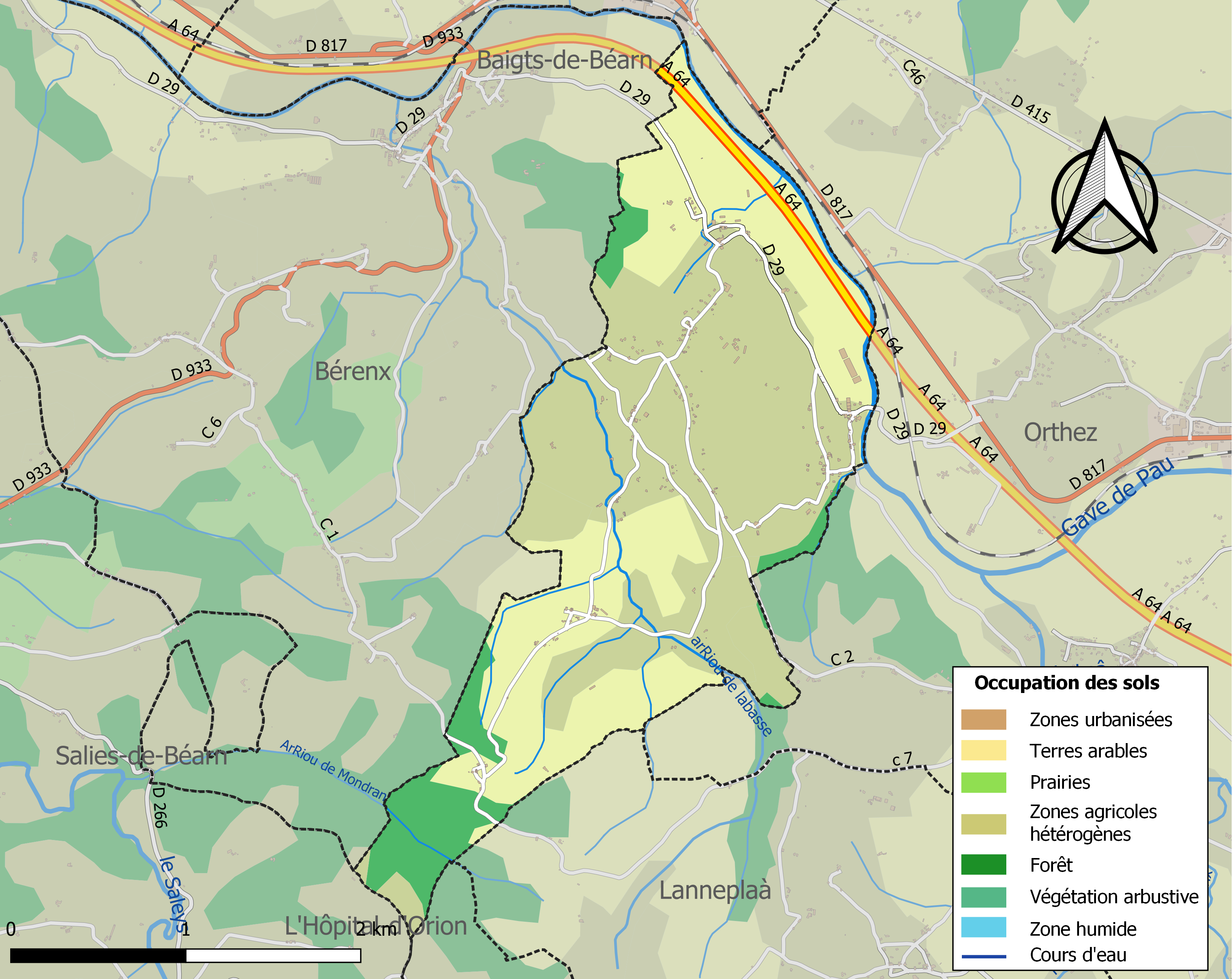
Carte des infrastructures et de l'occupation des sols de la commune en 2018 (CLC).

L'occupation des sols de la commune, telle qu'elle ressort de la base de données européenne d’occupation biophysique des sols Corine Land Cover (CLC), est marquée par l'importance des territoires agricoles (91,1 % en 2018), une proportion identique à celle de 1990 (91,1 %). La répartition détaillée en 2018 est la suivante : 
zones agricoles hétérogènes (53,8 %), terres arables (37,3 %), forêts (8,9 %). L'évolution de l’occupation des sols de la commune et de ses infrastructures peut être observée sur les différentes représentations cartographiques du territoire : la carte de Cassini (XVIIIe siècle), la carte d'état-major (1820-1866) et les cartes ou photos aériennes de l'IGN pour la période actuelle (1950 à aujourd'hui).

### Lieux-dits et hameaux
- Baure ;
- Haut.

### Risques majeurs
Le territoire de la commune de Salles-Mongiscard est vulnérable à différents aléas naturels : météorologiques (tempête, orage, neige, grand froid, canicule ou sécheresse), inondations et séisme (sismicité modérée). Il est également exposé à un risque technologique,  le transport de matières dangereuses. Un site publié par le BRGM permet d'évaluer simplement et rapidement les risques d'un bien localisé soit par son adresse soit par le numéro de sa parcelle.

#### Risques naturels
Certaines parties du territoire communal sont susceptibles d’être affectées par le risque d’inondation par une crue à  débordement lent de cours d'eau, notamment le gave de Pau. La commune a été reconnue en état de catastrophe naturelle au titre des dommages causés par les inondations et coulées de boue survenues en 1982, 1983, 2009 et 2018,.

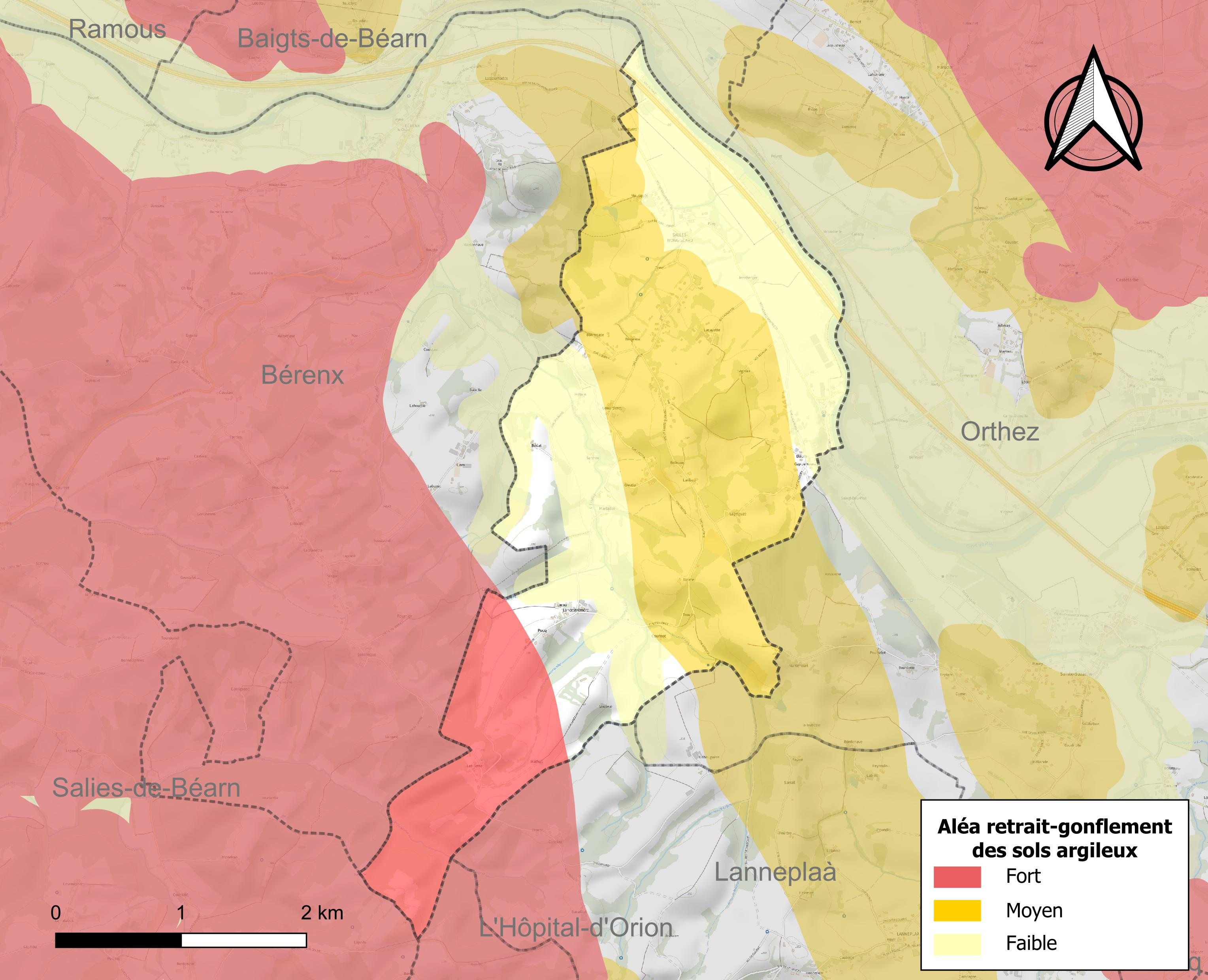
Carte des zones d'aléa retrait-gonflement des sols argileux de Salles-Mongiscard.

Le retrait-gonflement des sols argileux est susceptible d'engendrer des dommages importants aux bâtiments en cas d’alternance de périodes de sécheresse et de pluie. 57,8 % de la superficie communale est en aléa moyen ou fort (59 % au niveau départemental et 48,5 % au niveau national). Depuis le 1er octobre 2020, en application de la loi ELAN, différentes contraintes s'imposent aux vendeurs, maîtres d'ouvrages ou constructeurs de biens situés dans une zone classée en aléa moyen ou fort,.
Concernant les mouvements de terrains, la commune a été reconnue en état de catastrophe naturelle au titre des dommages causés par la sécheresse en 1989 et 2002 et par des mouvements de terrain en 1983.

## Toponymie
Le toponyme Salles-Mongiscard apparaît sous les formes Burgus apud castellum Montem Guiscardum (1106, cartulaire de Dax), Monguiscart (1385, censier de Béarn), Salas-Monguiscart (1476, notaires de Castetner) et Sales et Sales-Monguiscart (1578, réformation de Béarn).
Son nom béarnais est Salas-de-Baura ou Sales-de-Baure.
Salles vient du mot d'origine germanique saal 'château'.
Mogiscard vient du latin montem 'mont' et du nom d'homme germanique Wisishart.

## Histoire
En 1385, Salles-Mongiscard dépendait du bailliage de Rivière-Gave, nom d'un archiprêtré du diocèse de Dax qui tirait son nom du gave de Pau. On y comptait 23 feux.

## Politique et administration
| Période                                  | Période  | Identité                | Étiquette | Qualité     |
| ---------------------------------------- | -------- | ----------------------- | --------- | ----------- |
| 1904                                     | 1918     | François Marladot       |           |             |
| 1918                                     | 1930     | Étienne Privat          | Gauche    | Agriculteur |
| 1930                                     | 1945     | Pierre-Édouard Mousques |           |             |
| 1945                                     | 1957     | Georges Dartigue        |           |             |
| 1957                                     | 1968     | René Mousques           |           |             |
| 1968                                     | 2001     | André Dartigue-Peyrou   |           |             |
| 2001                                     | 2008     | André Dartigue-Peyrou   |           |             |
| 2008                                     | 2020     | Raymond Inchassendague  |           |             |
| 2020                                     | En cours | Guy Romain              |           |             |
| Les données manquantes sont à compléter. |          |                         |           |             |

### Intercommunalité
La commune appartient à cinq structures intercommunales :
- la communauté de communes de Lacq-Orthez ;
- le SIVU de Mongiscard ;
- le SIVU des villages réunis ;
- le syndicat d’énergie des Pyrénées-Atlantiques ;
- le syndicat de Gréchez.

## Population et société

### Démographie
L'évolution du nombre d'habitants est connue à travers les recensements de la population effectués dans la commune depuis 1793. Pour les communes de moins de 10 000 habitants, une enquête de recensement portant sur toute la population est réalisée tous les cinq ans, les populations de référence des années intermédiaires étant quant à elles estimées par interpolation ou extrapolation. Pour la commune, le premier recensement exhaustif entrant dans le cadre du nouveau dispositif a été réalisé en 2004.

En 2022, la commune comptait 312 habitants, en évolution de −1,27 % par rapport à 2016 (Pyrénées-Atlantiques : +3,78 %, France hors Mayotte : +2,11 %).
| 1793 | 1800 | 1806 | 1821 | 1831 | 1836 | 1841 | 1846 | 1851 |
| ---- | ---- | ---- | ---- | ---- | ---- | ---- | ---- | ---- |
| 354  | 352  | 361  | 386  | 385  | 387  | 372  | 344  | 312  |

| 1856 | 1861 | 1866 | 1872 | 1876 | 1881 | 1886 | 1891 | 1896 |
| ---- | ---- | ---- | ---- | ---- | ---- | ---- | ---- | ---- |
| 304  | 320  | 296  | 281  | 303  | 286  | 272  | 273  | 278  |

| 1901 | 1906 | 1911 | 1921 | 1926 | 1931 | 1936 | 1946 | 1954 |
| ---- | ---- | ---- | ---- | ---- | ---- | ---- | ---- | ---- |
| 286  | 301  | 294  | 247  | 247  | 225  | 240  | 228  | 191  |

| 1962 | 1968 | 1975 | 1982 | 1990 | 1999 | 2004 | 2006 | 2009 |
| ---- | ---- | ---- | ---- | ---- | ---- | ---- | ---- | ---- |
| 180  | 196  | 202  | 225  | 262  | 258  | 282  | 307  | 299  |

| 2014 | 2019 | 2022 | - | - | - | - | - | - |
| ---- | ---- | ---- | - | - | - | - | - | - |
| 307  | 297  | 312  | - | - | - | - | - | - |

La commune fait partie de l'aire d'attraction d'Orthez.

## Économie
L'activité est tournée essentiellement vers l'agriculture (élevage, polyculture, viticulture).
La commune fait partie de la zone d'appellation d'origine contrôlée (AOC) du Béarn et de celle de l'ossau-iraty.

## Culture locale et patrimoine
Fête communale aux alentours du 8 mai.

### Patrimoine religieux
L’église de la commune est dédiée à Laurent de Rome.

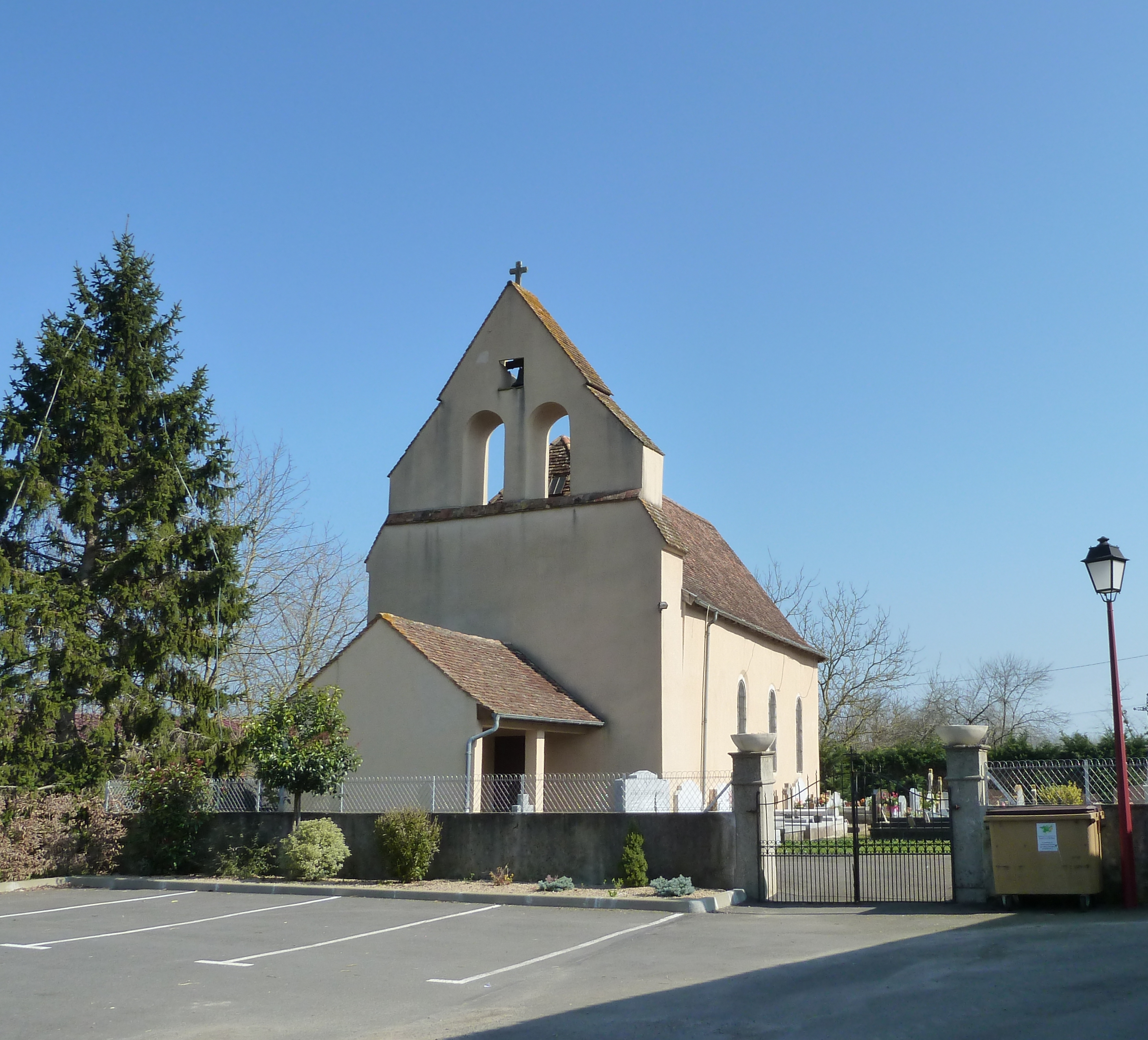
L'église.
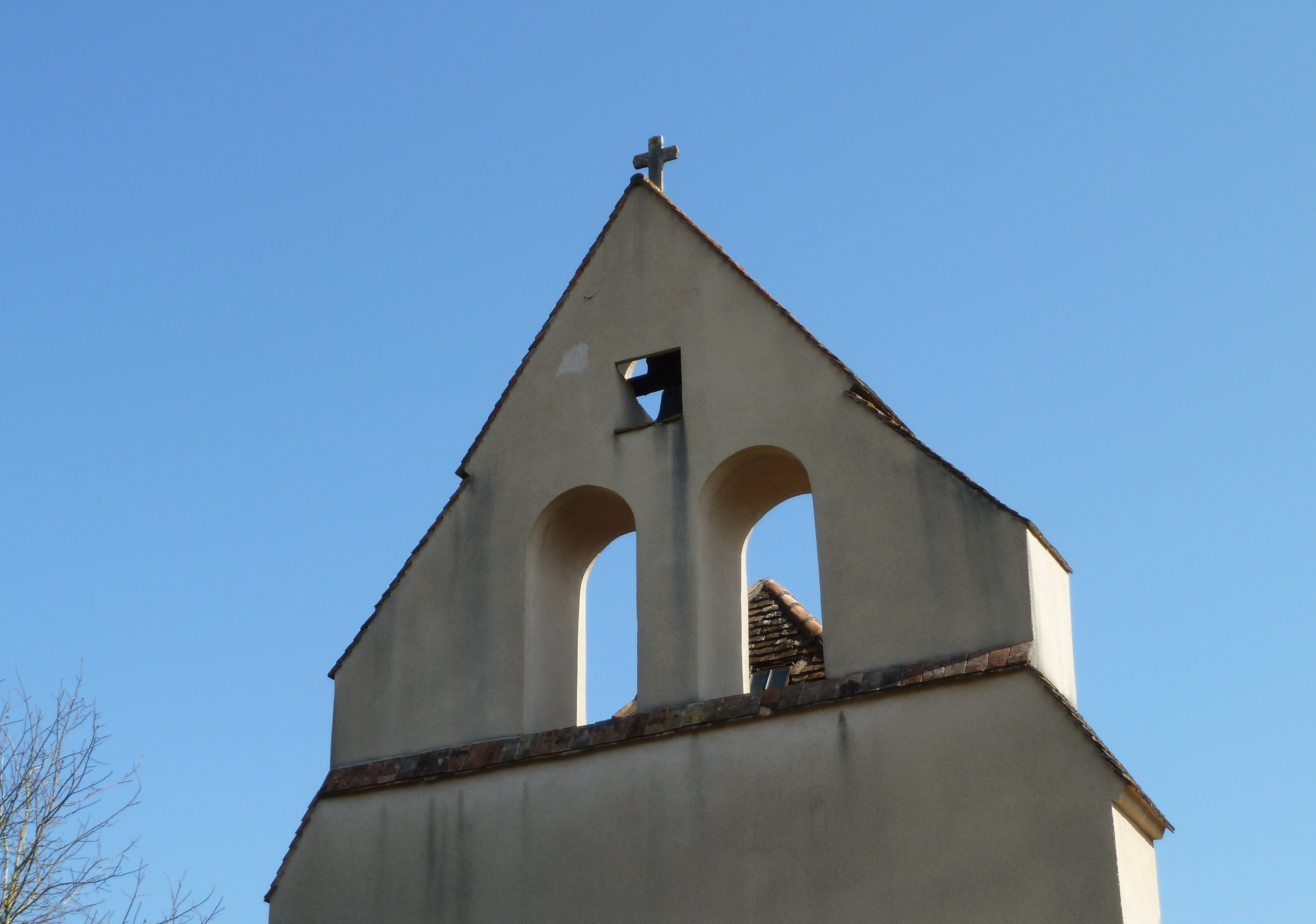
Le clocher.
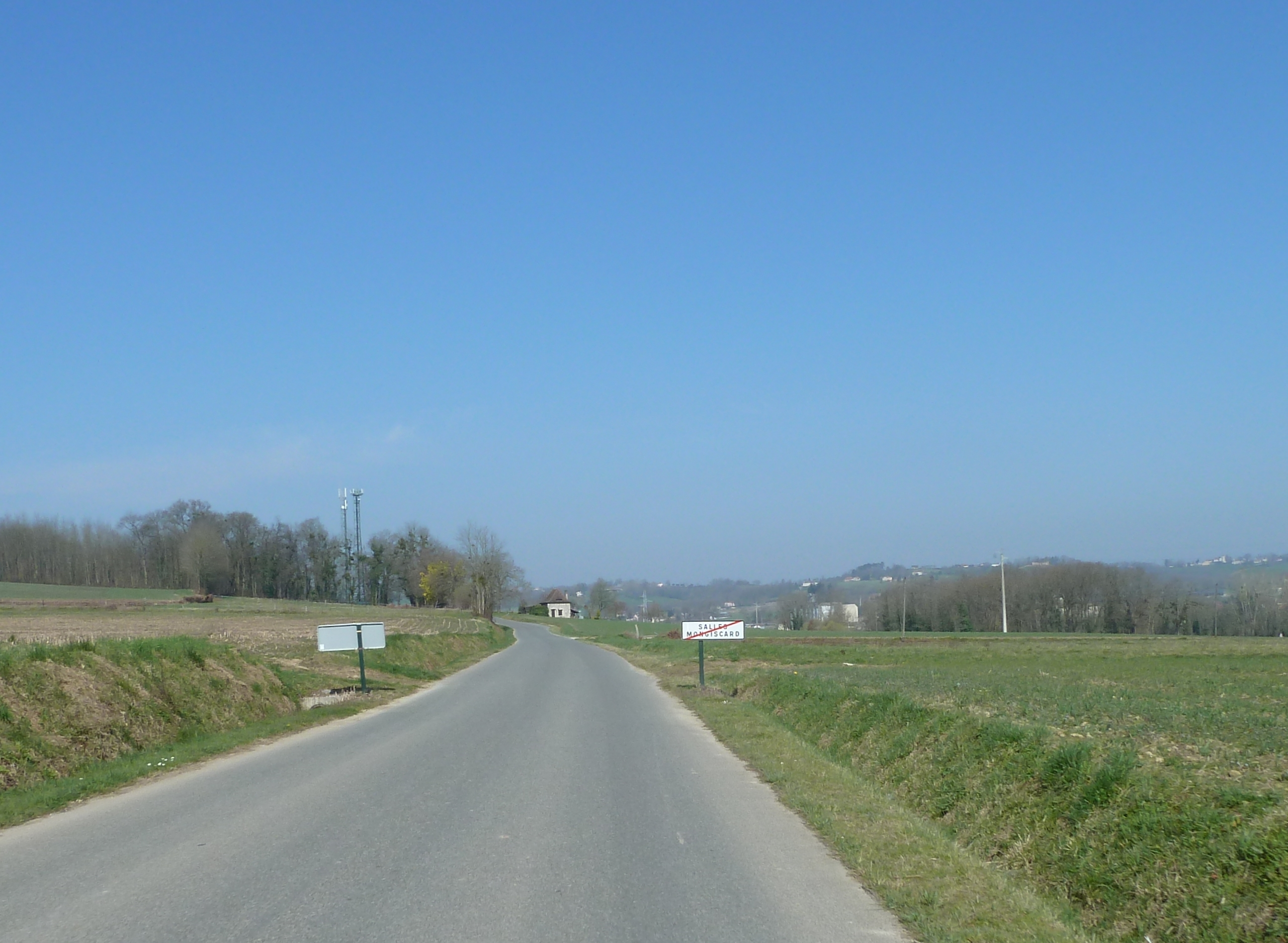
Sortie de Salles-Mongiscard.

## Équipements
La commune dispose d'une école primaire.

## Personnalités liées à la commune
- Félix Pécaut vécut à Salles-Mongiscard, à la maison Ségalas dont il était propriétaire. En 1898, il mourut à Orthez et il fut enterré dans le cimetière du village en présence de personnalités du gouvernement de l'époque.
- Jean-Lucien Tisné, sculpteur, est né à Salles-Mongiscard le 5 décembre 1875 à la maison Tisné. Il meurt en 1918 à la suite de la grippe espagnole. Il fait des études aux beaux-arts de Bordeaux et Paris. Il est praticien de Bourdelle pour la statue du général Alvéar (Argentine). On peut retrouver ses œuvres au musée des Beaux-arts de la ville de Paris, au Petit Palais, au musée des Beaux-arts de Pau (Tout en fleurs). À Salies-de-Béarn sa sculpture  La Mude, a été inaugurée le 14 juillet 1920 par Léon Bérard, ministre des Beaux-arts. En grande partie détruite une figure fragmentaire a été restaurée en 1999 ; elle est actuellement localisée : rue des puits salants[45].